# Gunslinger Girl
Gunslinger Girl (ガンスリンガ·ガール, Gansuringa Garu) és un manga que ja ha estat finalitzat, realitzat per Yu Aida, que també fou adaptat a un anime de 13 episodis entre el 2003 i el 2004 per Madhouse Production Ja s'inicià la segona temporada de la sèrie, Gunslinger Girl Il Teatrino.

## Argument
Oficialment, la Corporació Pública de Benestar Social és una corporació emparada pel govern d'Itàlia que es dedica a salvar vides. Però en realitat, és una agència experimental de tecnologia que concedeix a pacients terminals altra oportunitat en la vida, incorporant-los implants mecànics perquè s'encarreguen del treball brut del govern. Henrietta, que ha sobreviscut a la matança de tota la seua família, desperta en la Corporació amb un cos reconstruït i sense cap memòria del seu passat.